# Forte Keranroux
Il forte Keranroux era una fortezza posta a difesa della città di Brest (Francia).

## Storia

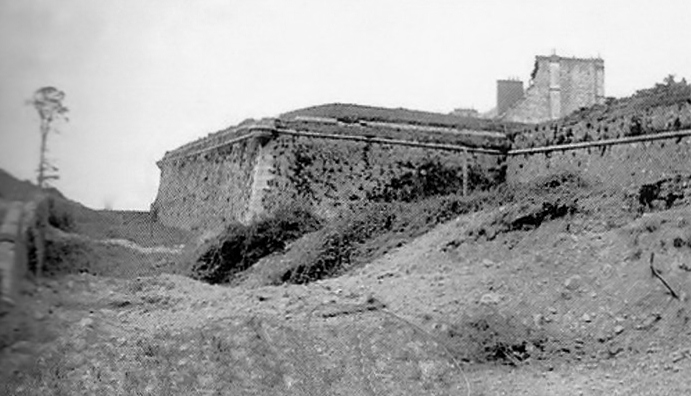
Il forte nel 1944

Nel 1776 il comandante delle truppe della bassa Bretagna, il marchese Langeron, ordinò la costruzione della cintura di fortificazioni, da Portzic al Penfeld, sulla riva destra del fiume.
La fortezza fu voluta da Sébastien Le Prestre de Vauban, e anch'essa costruita per difendere la città dalla guerra d'indipendenza americana da una ipotetica invasione inglese. Questo forte, assieme al forte Questel (a circa 1,5 chilometri a sinistra) e al forte Penfeld (1 chilometro a sinistra), proteggevano la valle di Buis e la strada per Saint-Renan.
Questa fortezza aveva una pianta pentagonale ed una muratura che le davano la possibilità di godere una buona vista sulle piccole valli a nord del pianoro di Saint-Pierre. Le facce laterali avevano una lunghezza di 75 metri, i fianchi di 40 metri e la gola di 98 metri. All'interno il forte poteva ospitare circa 400 uomini. Il divario era fiancheggiato da gallerie controscarpa che nel XIX e XX secolo rappresentavano i punti di forza di una fortificazione. Questo forte non aveva una passerella coperta, a differenza di altre opere.
In un documento del 26 gennaio 1911 si legge dell'intenzione di armare il forte con quattro cannoni 90c e altri quattro 155L. Come queste altre, prestò servizio fino al 1914. Fu gravemente danneggiato dai bombardamenti nel mese di agosto-settembre 1944. Ad oggi, i fossi furono colmati mentre i resti della fortezza furono trasformati in un giardino pubblico e le gallerie controscarpa sono inaccessibili. Alcune sezioni di muratura sono tuttavia ancora visibili.